# モノドナウィリア
モノドナウィリア（Monodnaviria）またはモノドナウイルス域は、2019年に国際ウイルス分類委員会（ICTV）によって提案されたウイルスの分類群。ゲノムが1本鎖DNAであり、HUHエンドヌクレアーゼ（en:HUH-tag）スーパーファミリーに属すローリングサークル複製酵素を持つことを特徴とする。また、一部の二本鎖DNAウイルスを含んでいるように、これらの特徴を失ったウイルスであっても、進化的に強く関連付けられる場合はこの域に含まれる。
この域に含まれるウイルスは単系統ではなく、プラスミドの複製機構などから複数回独立して進化したことが示されている。

## 分類
2019年に国際ウイルス分類委員会（ICTV）によって提案された分類は以下のとおりである。
- レオウイルス界[要出典] Loebvirae
- サンゲルウイルス界 Sangervirae
- ショウトクウイルス界 Shotokuvirae（パルボウイルス科などのほか、パルボウイルス科から進化したと考えられている二本鎖DNAウイルスのパピローマウイルス科及びポリオーマウイルス科を含む）
- トラパウイルス界 Trapavirae